# 道の駅うしぶか海彩館
道の駅うしぶか海彩館（みちのえき うしぶかかいさいかん）は、熊本県天草市にある国道266号の道の駅である。牛深港に隣接している。

## 概要
1997年にオープンした「うしぶか海彩館」をもとにして、交通ターミナル・フェリー発着所を併せ持つ陸路と海路の結節点であり、漁業資料館・いけす広場等での展示を通じて地域の歴史や文化を伝える場として登録された。また牛深港一帯はみなとオアシス天草牛深としてみなとオアシスに登録していて、その代表施設でもある。

## 主な施設
- 駐車場 58台
- トイレ 14器
- 休憩所
- 情報提供施設
- 公衆電話
- 物産販売施設
- フェリー切符売場
- レストラン「海のレストランあおさ」
- 漁業史資料館、軍艦長良記念館、ハイヤ資料展示室、喫茶室、観光案内所
- バス停留所「牛深港」

## 休館日
- 毎月第3火曜日

## アクセス
- 国道266号 - 登録路線

## 周辺
- 熊本県道35号牛深天草線
- 牛深港